# Argiope flavipalpis
Argiope flavipalpis är en spindelart som först beskrevs av Lucas 1858.  Argiope flavipalpis ingår i släktet Argiope och familjen hjulspindlar. Inga underarter finns listade i Catalogue of Life.